# Cheektowaga
Cheektowaga je město v okrese Erie County ve státě New York. Podle sčítání obyvatelstva z roku 2010 zde žilo 88 226 obyvatel. Jedná se o sedmé největší město ve státě New York, přičemž jde o druhé nejlidnatější město, které je zároveň předměstím města Buffalo. Ve městě leží Buffalo Niagara International Airport.